# 水商売
水商売（みずしょうばい）とは、利用者の遊興を目的とし、客のひいきによって成り立つ盛衰の激しい商売。例として、待合・貸座敷・料理店・バーなど酒場・キャバレーなどに客からの人気によって収入が大きく上下する商売。水稼業とも言われる。似た言葉である夜職の場合は、キャバクラやホストクラブのような接待飲食店から、風俗店に至るまで含む。夜職の対義語は昼職。水商売の由来は江戸時代の「水茶屋」に起因する。なお日雇い労働者、農家、漁師などは遊興と無関係な職は、水商売に含まない。現在では夜職と同じ意味で使われている。

## 概要
「水商売」と表される業種は、飲食業や花柳界、性風俗業のような業種のほかに、相撲や歌舞伎、演劇などの興行ものや人気商売（芸能人、スポーツ選手など）、作家、クリエイター、インフルエンサー、YouTuberといったものを含む言葉。夜間営業で酒を出す飲食店（主にバーや接待クラブ）や風俗営業、ホスト・ホステス、風俗嬢などに限定して指す接待飲食等営業の場合は「お水」とも呼ばれている。
風俗商売としての「水商売」においては、経営母体やいわゆる「ケツ持ち」として、暴力団が介在するケースがテレビでの報道などを通してしばしば見受けられる。
なお、金品などのプレゼントは、本来は申告しなくてはならないものであるが、ほとんどの人間は申告をしていない。扱っているものがものなので脱税をしやすく、実際に脱税している店も多い。お店によっては、働いていないことにして税金を払わずに給与を払っているような悪質な店も中にはある。
また、「水商売」は、賃貸物件の契約等も断られるケースが多く、水商売専門の不動産業者によるあっせんが行われている。

## 語源
「水」は収入が不確定な状態を指している。飲食店、風俗店は景気の良し悪し、天候、客の気まぐれなどによって収益が大きく左右されるものである。
また、芸妓が「泥水稼業」と言われていたからという説、江戸時代、街路にあった「水茶屋」からという説もある。